# 二氢硫辛酰胺
二氢硫辛酰胺是二氢硫辛酰胺脱氢酶作用于硫辛酰胺而产生的一种分子。